# Polyommatus mixta
Polyommatus mixta är en fjärilsart som beskrevs av Tutt 1910. Polyommatus mixta ingår i släktet Polyommatus och familjen juvelvingar. Inga underarter finns listade i Catalogue of Life.